# Terminalia
Terminalia es un género de grandes árboles de la familia fanerógama de las combretáceas, con especies distribuidas en regiones tropicales del mundo. Comprende 514 especies descritas y de estas, solo 54 aceptadas.

## Descripción
Son árboles, no espinosos; plantas hermafroditas o andromonoicas. Hojas alternas, espiraladas o raramente opuestas, sin tricomas glandulares. Inflorescencias espigas axilares, simples, ensanchadas o raramente compactas; flores (4) 5-meras, actinomorfas; hipanto superior infundibuliforme a campanulado; sépalos (4) 5, cortos; pétalos ausentes; estambres 10, raramente 4, 5 u 8, exertos. Fruto seco y (1) 2–5 (6)-alado, o seco o suculento y acostillado a terete.

## Propiedades
Árboles de este género se conocen especialmente como fuente secundaria de metabolitos, e.g. triterpenos cíclicos y sus derivados, flavonoides, taninos, y otros aromáticos. Algunas de estas sustancias tienen indicaciones antihongos, antibacteriales, anti-cáncer y hepatoprotectoras.

## Taxonomía
El género fue descrito por Carlos Linneo y publicado en Systema Naturae, ed. 12 2: 665, 674, en 1767. La especie tipo es: Terminalia catappa L.
Etimología
Terminalia: nombre genérico que deriva su nombre del latín terminus, debido a que sus hojas están muy al final de las ramas. 

## Especies aceptadas
A continuación se brinda un listado de las 54 especies del género Terminalia aceptadas hasta noviembre de 2013, ordenadas alfabéticamente. Para cada una se indica el nombre binomial seguido del autor, abreviado según las convenciones y usos.
- Terminalia acuminata Eichler
- Terminalia albida Scott-Elliot
- Terminalia amazonia (J.F.Gmel.) Exell
- Terminalia argentea Mart.
- Terminalia arjuna (Roxb. ex DC.) Wight & Arn.
- Terminalia australis Cambess.
- Terminalia avicennioides Guill. & Perr.
- Terminalia bellirica (Gaertn.) Roxb. - mirobálano belérico[4]
- Terminalia boivinii Tul.
- Terminalia brachystemma Welw. ex Hiern
- Terminalia brasiliensis (Cambess. ex A. St.-Hil.) Eichler
- Terminalia bucioides Standl. & L.O. Williams
- Terminalia catappa L.
- Terminalia chebula Retz. - mirobálano índico, mirobálano negro.[4]
- Terminalia citrina Roxb. ex Fleming - mirobálano cetrino[4]
- Terminalia crispialata (Ducke) Alwan & Stace
- Terminalia dichotoma G.Mey.
- Terminalia edulis Blanco
- Terminalia eichleri Alwan & Stace
- Terminalia erici-rosenii R.E.Fr.
- Terminalia fatraea (Poir.) DC.
- Terminalia franchetii Gagnep.
- Terminalia glabrescens Mart.
- Terminalia gossweileri Exell & J.G.García
- Terminalia gracilipes Capuron
- Terminalia guaiquinimae Maguire & Exell
- Terminalia guyanensis Eichler
- Terminalia lucida Hoffmanns. ex Mart.
- Terminalia macroptera Guill. & Perr.
- Terminalia menezesii Mendes & Exell
- Terminalia molinetii M. Gómez
- Terminalia mollis M.A.Lawson
- Terminalia muelleri Benth.
- Terminalia myriocarpa Van Heurck & Müll. Arg.
- Terminalia neotaliala Capuron
- Terminalia nigrovenulosa Pierre
- Terminalia oblonga (Ruiz & Pav.) Steud.
- Terminalia perrieri Capuron
- Terminalia polyantha C. Presl
- Terminalia prunioides M.A.Lawson
- Terminalia quintalata Maguire
- Terminalia ramatuella Alwan & Stace
- Terminalia reitzii Exell
- Terminalia scutifera Planch. ex M.A.Lawson
- Terminalia sericea Burch. ex DC.
- Terminalia seyrigii (H. Perrier) Capuron
- Terminalia stenostachya Engl. & Diels
- Terminalia superba Engl. & Diels
- Terminalia tetrandra (Danguy) Capuron
- Terminalia triflora (Griseb.) Lillo
- Terminalia tropophylla H. Perrier
- Terminalia uleana Engl. ex Alwan & Stace
- Terminalia valverdeae A.H. Gentry
- Terminalia virens (Spruce ex Eichler) Alwan & Stace
- Terminalia yapacana Maguire